# Majid Hosseini
Seyed Majid Hosseini (in persiano سید مجید حسینی‎; Teheran, 20 giugno 1996) è un calciatore iraniano, difensore del Kayserispor e della nazionale iraniana.

## Caratteristiche tecniche
È un difensore centrale.

## Carriera

### Club
Ha giocato nella prima divisione iraniana ed in quella turca.

### Nazionale
Ha giocato nelle nazionali giovanili iraniane Under-17, Under-20 ed Under-23.
Ha debuttato in nazionale maggiore il 19 maggio 2018 nell'amichevole vinta 1-0 contro l'Uzbekistan, e il mese successivo stato incluso nella lista dei 23 convocati per il Campionato mondiale di calcio giocato in Russia, dove, a sorpresa, ha giocato tutte e 3 le partite della sua squadra eliminata al primo turno.

## Statistiche

### Cronologia presenze e reti in nazionale
| Cronologia completa delle presenze e delle reti in nazionale ― Iran | Cronologia completa delle presenze e delle reti in nazionale ― Iran | Cronologia completa delle presenze e delle reti in nazionale ― Iran | Cronologia completa delle presenze e delle reti in nazionale ― Iran | Cronologia completa delle presenze e delle reti in nazionale ― Iran | Cronologia completa delle presenze e delle reti in nazionale ― Iran | Cronologia completa delle presenze e delle reti in nazionale ― Iran | Cronologia completa delle presenze e delle reti in nazionale ― Iran |
| Data                                                                | Città                                                               | In casa                                                             | Risultato                                                           | Ospiti                                                              | Competizione                                                        | Reti                                                                | Note                                                                |
| ------------------------------------------------------------------- | ------------------------------------------------------------------- | ------------------------------------------------------------------- | ------------------------------------------------------------------- | ------------------------------------------------------------------- | ------------------------------------------------------------------- | ------------------------------------------------------------------- | ------------------------------------------------------------------- |
| 19-5-2018                                                           | Teheran                                                             | Iran                                                                | 1 – 0                                                               | Uzbekistan                                                          | Amichevole                                                          | -                                                                   | 90’                                                                 |
| 15-6-2018                                                           | San Pietroburgo                                                     | Marocco                                                             | 0 – 1                                                               | Iran                                                                | Mondiali 2018 - 1º turno                                            | -                                                                   | 79’                                                                 |
| 20-6-2018                                                           | Kazan'                                                              | Iran                                                                | 0 – 1                                                               | Spagna                                                              | Mondiali 2018 - 1º turno                                            | -                                                                   |                                                                     |
| 25-6-2018                                                           | Saransk                                                             | Iran                                                                | 1 – 1                                                               | Portogallo                                                          | Mondiali 2018 - 1º turno                                            | -                                                                   |                                                                     |
| 11-9-2018                                                           | Tashkent                                                            | Uzbekistan                                                          | 0 – 1                                                               | Iran                                                                | Amichevole                                                          | -                                                                   | 62’                                                                 |
| 16-10-2018                                                          | Teheran                                                             | Iran                                                                | 2 – 1                                                               | Bolivia                                                             | Amichevole                                                          | -                                                                   |                                                                     |
| 7-1-2019                                                            | Abu Dhabi                                                           | Iran                                                                | 5 – 0                                                               | Yemen                                                               | Coppa d'Asia 2019 - 1º turno                                        | -                                                                   | 46’                                                                 |
| 31-12-2018                                                          | Doha                                                                | Qatar                                                               | 1 – 2                                                               | Iran                                                                | Amichevole                                                          | -                                                                   | 72’                                                                 |
| 16-1-2019                                                           | Dubai                                                               | Iran                                                                | 0 – 0                                                               | Iraq                                                                | Coppa d'Asia 2019 - 1º turno                                        | -                                                                   |                                                                     |
| 20-1-2019                                                           | Abu Dhabi                                                           | Iran                                                                | 2 – 0                                                               | Oman                                                                | Coppa d'Asia 2019 - Ottavi di finale                                | -                                                                   | 2’                                                                  |
| 6-6-2019                                                            | Doha                                                                | Iran                                                                | 5 – 0                                                               | Siria                                                               | Amichevole                                                          | -                                                                   | 54’                                                                 |
| 10-9-2019                                                           | Hong Kong                                                           | Hong Kong                                                           | 0 – 2                                                               | Iran                                                                | Qual. Mondiali 2022                                                 | -                                                                   |                                                                     |
| 15-10-2019                                                          | Riffa                                                               | Bahrein                                                             | 1 – 0                                                               | Iran                                                                | Qual. Mondiali 2022                                                 | -                                                                   |                                                                     |
| 11-6-2021                                                           | Riffa                                                               | Cambogia                                                            | 0 – 10                                                              | Iran                                                                | Qual. Mondiali 2022                                                 | -                                                                   | 46’                                                                 |
| 24-3-2022                                                           | Seul                                                                | Corea del Sud                                                       | 2 – 0                                                               | Iran                                                                | Qual. Mondiali 2022                                                 | -                                                                   |                                                                     |
| 29-3-2022                                                           | Mashad                                                              | Iran                                                                | 2 – 0                                                               | Libano                                                              | Qual. Mondiali 2022                                                 | -                                                                   |                                                                     |
| 12-6-2022                                                           | Doha                                                                | Algeria                                                             | 2 – 1                                                               | Iran                                                                | Amichevole                                                          | -                                                                   |                                                                     |
| 27-9-2022                                                           | Maria Enzersdorf                                                    | Iran                                                                | 1 – 1                                                               | Senegal                                                             | Amichevole                                                          | -                                                                   |                                                                     |
| 21-11-2022                                                          | Al Rayyan                                                           | Inghilterra                                                         | 6 – 2                                                               | Iran                                                                | Mondiali 2022 - 1º turno                                            | -                                                                   |                                                                     |
| 25-11-2022                                                          | Al Rayyan                                                           | Galles                                                              | 0 – 2                                                               | Iran                                                                | Mondiali 2022 - 1º turno                                            | -                                                                   |                                                                     |
| 29-11-2022                                                          | Doha                                                                | Iran                                                                | 0 – 1                                                               | Stati Uniti                                                         | Mondiali 2022 - 1º turno                                            | -                                                                   | 77’                                                                 |
| 13-6-2023                                                           | Biškek                                                              | Iran                                                                | 6 – 1                                                               | Afghanistan                                                         | CAFA Nations Cup 2023 - 1º turno                                    | -                                                                   | 90’                                                                 |
| 16-6-2023                                                           | Biškek                                                              | Kirghizistan                                                        | 1 – 5                                                               | Iran                                                                | CAFA Nations Cup 2023 - 1º turno                                    | -                                                                   |                                                                     |
| 20-6-2023                                                           | Tashkent                                                            | Uzbekistan                                                          | 0 – 1                                                               | Iran                                                                | CAFA Nations Cup 2023 - Finale                                      | -                                                                   | 90’                                                                 |
| 5-1-2024                                                            | Kish Island                                                         | Iran                                                                | 2 – 1                                                               | Burkina Faso                                                        | Amichevole                                                          | -                                                                   | 46’                                                                 |
| 9-1-2024                                                            | Al Rayyan                                                           | Iran                                                                | 5 – 0                                                               | Indonesia                                                           | Amichevole                                                          | -                                                                   | 46’                                                                 |
| 14-1-2024                                                           | Al Rayyan                                                           | Iran                                                                | 4 – 1                                                               | Palestina                                                           | Coppa d'Asia 2023 - 1º turno                                        | -                                                                   | 43’                                                                 |
| 19-1-2024                                                           | Al Rayyan                                                           | Hong Kong                                                           | 0 – 1                                                               | Iran                                                                | Coppa d'Asia 2023 - 1º turno                                        | -                                                                   | 65’                                                                 |
| Totale                                                              |                                                                     | Presenze                                                            | 28                                                                  |                                                                     | Reti                                                                | 0                                                                   |                                                                     |

## Palmarès

### Club

#### Competizioni nazionali
- Coppa di Turchia: 1

Trazbonspor: 2019-2020
- Supercoppa di Turchia: 1

Trabzonspor: 2020